# Rafał Brzozowski
Rafał Brzozowski, född 8 juni 1981 i Warszawa, är en polsk sångare. Hans karriär startade då han deltog i polska The Voice år 2011. Han var även en av programledarna för 2020 års Junior Eurovision Song Contest. Han representerade dessutom sitt land i Eurovision Song Contest 2021 i Rotterdam med låten "The Ride". Där deltog han i den andra semifinalen den 20 maj och slutade på en fjortondeplats med totalt 35 poäng.